# Чемпионат мира по академической гребле 1991
21-й чемпионат мира по академической гребле прошёл с 18 по 25 августа 1991 года в Вене (Австрия). В нём приняли участие гребцы из 41 страны, которые разыграли 22 комплекта наград.

## Медалисты

### Мужчины
| Дисциплина                | Золото | Золото  | Серебро | Серебро | Бронза | Бронза  |
| ------------------------- | --- | ------- | --- | ------- | --- | ------- |
| Одиночки M1x              | Томас Ланге Германия | 6:41,29 | Вацлав Халупа Чехословакия | 6:45,26 | Каетан Броневский Польша | 6:48,91 |
| Двойки парные M2x         | Нидерланды · Николас Ринкс · Хенк-Ян Зволле | 6:06,14 | СССР · Угис Ласманис · Леонид Шапошников | 6:07,49 | Германия · Оливер Грюнер · Андре Штайнер | 6:08,36 |
| Двойки без рулевых M2-    | Великобритания · Стивен Редгрейв · Мэттью Пинсент | 6:21,35 | Югославия · Изток Чоп · Денис Жвегель | 6:24,18 | Австрия · Херман Бауэр · Карл Зинцингер | 6:24,51 |
| Двойки с рулевыми M2+     | Италия · Кармине Аббаньяле · Джузеппе Аббаньяле · Джузеппе Ди Капуа (рул) | 6:48,30 | Польша · Пётр Баста · Томаш Мручковский · Бартош Срога (рул)                                                                                                | 7:35,83 | Чехословакия · Михал Далецкий · Душан Махачек · Олдржих Гейдушек (рул)                                                                                                   | 7:34,39 |
| Четвёрки парные M4x       | СССР · Валерий Досенко · Сергей Кинякин · Николай Чуприна · Гирт Вилкс | 6:08,39 | Италия · Алессандро Корона · Джанлука Фарина · Массимо Парадизо · Филиппо Соффичи                                                                           | 6:11,21 | Нидерланды · Рутгер Арис · Кос Маасдейк · Ханс Келдерман · Роналд Флорейн                                                                                                | 6:13,03 |
| Четвёрки без рулевых M4-  | Австралия · Эндрю Купер · Николас Грин · Майкл Маккей · Джеймс Томкинс | 6:29,69 | США · Томас Борер · Патрик Мэннинг · Джеффри Маклафлин · Майкл Портерфилд                                                                                   | 6:32,22 | Германия · Маркус Бройер · Андреас Люткефельс · Штефан Шольц · Маркус Фогт                                                                                               | 6:34,43 |
| Четвёрки с рулевыми M4+   | Германия · Армин Айххольц · Бане Рабе · Маттиас Унгемах · Армин Вайраух · Йёрг Дедердинг (рул)                                                                                | 5:58,96 | Румыния · Дэнуц Добре · Драгош Нягу · Валентин Робу · Иоан Шнеп · Думитру Рэдукану (рул)                                                                    | 6:00,29 | Польша · Войцех Янковский · Мацей Ласицкий · Яцек Штрайх · Томаш Томяк · Михал Цеслак (рул)                                                                              | 6:01,30 |
| Восьмёрки M8+             | Германия · Мартин Штеффес · Дирк Бальстер · Клаас-Петер Фишер · Торстен Штрепельхоф · Юрген Хехт · Вольфганг Клафек · Ансгар Весслинг · Роланд Бар · Манфред Кляйн (рул)      | 5:50,98 | Канада · Даррен Барбер · Эндрю Кросби · Роберт Марленд · Дерек Портер · Майкл Рашер · Брюс Робертсон · Дональд Телфер · Джон Уоллес · Терренс Пол (рул)     | 5:51,68 | Великобритания · Мартин Кросс · Тимоти Фостер · Антон Обхольцер · Ричард Фелпс · Грегори Сирл · Джонатан Сирл · Джонатан Синфилд · Ричард Стэнхоуп · Гарри Херберт (рул) | 5:52,74 |
| Лёгкий вес                | |         | |         | |         |
| Одиночки LM1x             | Ниалл О’Тул Ирландия | 6:49,17 | Петер Уриг Германия | 6:49,96 | Вим ван Беллегем Бельгия | 6:52,26 |
| Двойки парные LM2x        | Германия · Михаэль Буххайт · Кай фон Варбург | 6:20,04 | Австрия · Вальтер Рантаза · Кристоф Шмёльцер | 6:25,29 | Нидерланды · Ян ван Беккум · Дан Боддеке | 6:26,22 |
| Четвёрки парные LM4x      | Австралия · Саймон Бёрджес · Гэри Лайна · Брюс Хик · Стивен Хокинс | 6:37,02 | Швеция · Йоаким Бришевски · Бо Экрос · Ларс-Йохан Флодин · Пер Лундберг                                                                                     | 6:37,25 | Франция · Роллан Галльяк · Патрик Майор · Лоран Поршье · Тьерри Рено | 6:38,02 |
| Четвёрки без рулевых LM4- | Великобритания · Кристофер Бейтс · Тоби Хессиан · Томас Кей · Карл Смит | 5:57,60 | Италия · Сабино Белломо · Франко Каттанео · Данило Фраквелли · Альфредо Стриани                                                                             | 5:58,61 | Испания · Хуан Агирре · Фернандо Климент · Хосе де Марко · Фернандо Молина                                                                                               | 6:00,85 |
| Восьмёрки LM8+            | Италия · Энрико Барбаранелли · Доменико Кантони · Карло Гадди · Паскуале Марильяно · Фабрицио Раньери · Фабрицио Равази · Андреа Ре · Роберто Романини · Гаэтано Януцци (рул) | 6:13,21 | Франция · Стефан Барре · Себастьен Бель · Брюно Буше · Стефан Герино · Лоран Иразуста · Бенуа Массон · Антуан Орьё · Жозе Оярсабаль · Филипп Спинелли (рул) | 6:13,40 | США · Эдуардо Монтальво · Томас Хартли · Роберт Херманн · Брайан Варга · Дэвид Коллинз · Дейл Хёрли · Томас Аут · Джеймс Мэнсон · Майкл О’Горман (рул)                   | 6:15,25 |

### Женщины
| Дисциплина              | Золото | Золото  | Серебро | Серебро | Бронза | Бронза  |
| ----------------------- | --- | ------- | --- | ------- | --- | ------- |
| Одиночки W1x            | Силкен Лауман Канада | 8:17,58 | Элисабета Липэ Румыния | 8:20,53 | Аннелис Бредаль Бельгия | 8:21,96 |
| Двойки парные W2x       | Германия · Катрин Борон · Беате Шрамм | 6:44,71 | Румыния · Анишоара Добре · Элисабета Липэ | 6:46,40 | СССР · Екатерина Ходотович · Сария Закирова | 6:47,36 |
| Двойки распашные W2-    | Канада · Кэтлин Хеддл · Марни Макбин | 6:57,42 | Германия · Штефани Верремайер · Ингебург Альтхофф | 6:59,55 | Великобритания · Мириам Баттен · Фиона Фреклтон | 7:02,28 |
| Четвёрки парные W4x     | Германия · Керстин Кёппен · Клаудия Крюгер · Сибилле Шмидт · Яна Зоргерс                                                                                   | 6:55,85 | СССР · Елена Хлопцева · Мария Омельянович · Татьяна Устюжанина · Марина Ваганова                                                                                        | 7:00,37 | Румыния · Констанца Пипотэ · Анишоара Добре · Дойна Игнат · Фэника Костя                                                                                      | 7:04,86 |
| Четвёрки распашные W4-  | Канада · Кирстен Барнс · Дженнифер Дои · Джессика Монро · Бренда Тейлор                                                                                    | 6:25,47 | США · Шела Донохью · Синтия Эккерт · Стефани Максвелл · Анна Ситон | 6:27,39 | Германия · Катрин Хаккер · Габриэле Мель · Керстин Петерсман · Юдит Цайдлер                                                                                   | 6:30,30 |
| Восьмёрки W8+           | Канада · Кирстен Барнс · Меган Делеэнти · Дженнифер Дои · Кэтлин Хеддл · Келли Мэхон · Марни Макбин · Джессика Монро · Бренда Тейлор · Лесли Томпсон (рул) | 6:28,20 | СССР · Наталья Григорьева · Марина Супрун · Сармита Стоне · Ирина Грибко · Екатерина Котько · Ольга Сметанникова · Марина Знак · Наталья Стасюк · Елена Медведева (рул) | 6:28,73 | Румыния · Дойна Шнеп · Адрьяна Базон · Юлия Бобейкэ · Вероника Кокеля · Марьоара Куреля · Вьорика Некулаи · Мария Пэдурару · Дойна Робу · Елена Неделку (рул) | 6:34,07 |
| Лёгкий вес              | |         | |         | |         |
| Одиночки LW1x           | Филиппа Бейкер Новая Зеландия | 7:29,99 | Лаурин Вермульст Нидерланды | 7:32,41 | Метте Блох Дания | 7:33,17 |
| Двойки парные LW2x      | Германия · Клаудия Вальди · Кристиане Вебер | 7:58,53 | США · Линдси Бёрнс · Тереза Заржечны | 8:00,16 | Дания · Элисабет Фрос · Улла Йенсен | 8:06,32 |
| Четвёрки распашные LW4- | Китай · Ли Фэй · Лян Саньмэй · Ляо Сяоли · Оу Шаоянь | 7:37,06 | Великобритания · Элисон Браунлесс · Кэтрин Браунлоу · Энн Драйден · Клэр Дэвис                                                                                          | 7:41,15 | США · Кристин Коллинз · Эллен Минцнер · Элисон Шоу · Келли Шерман                                                                                             | 7:43,99 |

## Командный зачёт
| Место | Страна         | Золото | Серебро | Бронза | Всего |
| ----- | -------------- | ------ | ------- | ------ | ----- |
| 1     | Германия       | 7      | 2       | 3      | 12    |
| 2     | Канада         | 4      | 1       | 0      | 5     |
| 3     | Италия         | 2      | 2       | 0      | 4     |
| 4     | Великобритания | 2      | 1       | 2      | 5     |
| 5     | Австралия      | 2      | 0       | 0      | 2     |
| 6     | СССР           | 1      | 3       | 1      | 5     |
| 7     | Нидерланды     | 1      | 1       | 2      | 4     |
| 8     | Ирландия       | 1      | 0       | 0      | 1     |
| 8     | Китай          | 1      | 0       | 0      | 1     |
| 8     | Новая Зеландия | 1      | 0       | 0      | 1     |
| 11    | Румыния        | 0      | 3       | 2      | 5     |
| 11    | США            | 0      | 3       | 2      | 5     |
| 13    | Польша         | 0      | 1       | 2      | 3     |
| 14    | Австрия        | 0      | 1       | 1      | 2     |
| 14    | Франция        | 0      | 1       | 1      | 2     |
| 14    | Чехословакия   | 0      | 1       | 1      | 2     |
| 17    | Швеция         | 0      | 1       | 0      | 1     |
| 17    | Югославия      | 0      | 1       | 0      | 1     |
| 19    | Бельгия        | 0      | 0       | 2      | 2     |
| 19    | Дания          | 0      | 0       | 2      | 2     |
| 21    | Испания        | 0      | 0       | 1      | 1     |
| Всего | Всего          | 22     | 22      | 22     | 66    |

 Страна — хозяйка соревнований